# Balibo-Deklaration

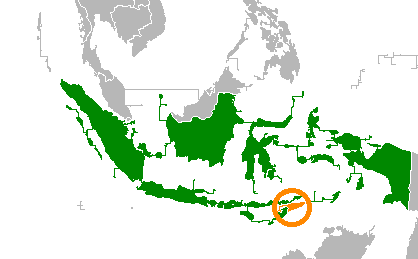
Indonesien (grün) und Osttimor (orange)

In der Balibo-Deklaration vom 30. November 1975 forderten mehrere politische Führer Osttimors die Intervention Indonesiens im Nachbarland. Indonesien nutzte die Deklaration als Legitimation zur offenen Besetzung Osttimors.

## Hintergrund
Ab 1974 wurde die Kolonie Portugiesisch-Timor auf die Unabhängigkeit vorbereitet. Anfang 1975 zeichnete sich ab, dass die linksgerichtete FRETILIN die größte Unterstützung in der Bevölkerung hatte und wohl die Regierung des unabhängigen Osttimors stellen würde. Die konservative UDT versuchte daher am 11. August die Machtübernahme mit einem Putsch, auch weil der indonesische Militärgeheimdienst Bakin den Konflikt zwischen den beiden größten Parteien Osttimors schürte und die UDT vor einem angeblichen kommunistischen Putsch der FRETILIN warnte. Folge des UDT-Putsches war ein dreiwöchiger Bürgerkrieg, aus dem die FRETILIN siegreich hervorging. Etwa 10.000 Anhänger der UDT und der mit ihr verbündeten Kleinparteien APODETI und KOTA flohen in das benachbarte indonesische Westtimor. Die von Indonesien verbreitete Zahl von 40.000 Flüchtlingen wird allgemein als viel zu hoch angesehen.
Nach der Niederlage der UDT im September begann Indonesien mit Soldaten, die als UDT-Kämpfer getarnt waren, in die Grenzgebiete Osttimors einzudringen und sie zu besetzen. Fünf westliche Journalisten, die in Balibo Zeuge der Invasion wurden (die sogenannten Balibo Five), wurden am 16. Oktober von indonesischen Soldaten ermordet. In Hoffnung auf internationaler Unterstützung rief die FRETILIN am 28. November einseitig die Unabhängigkeit Osttimors aus.

## Die Deklaration

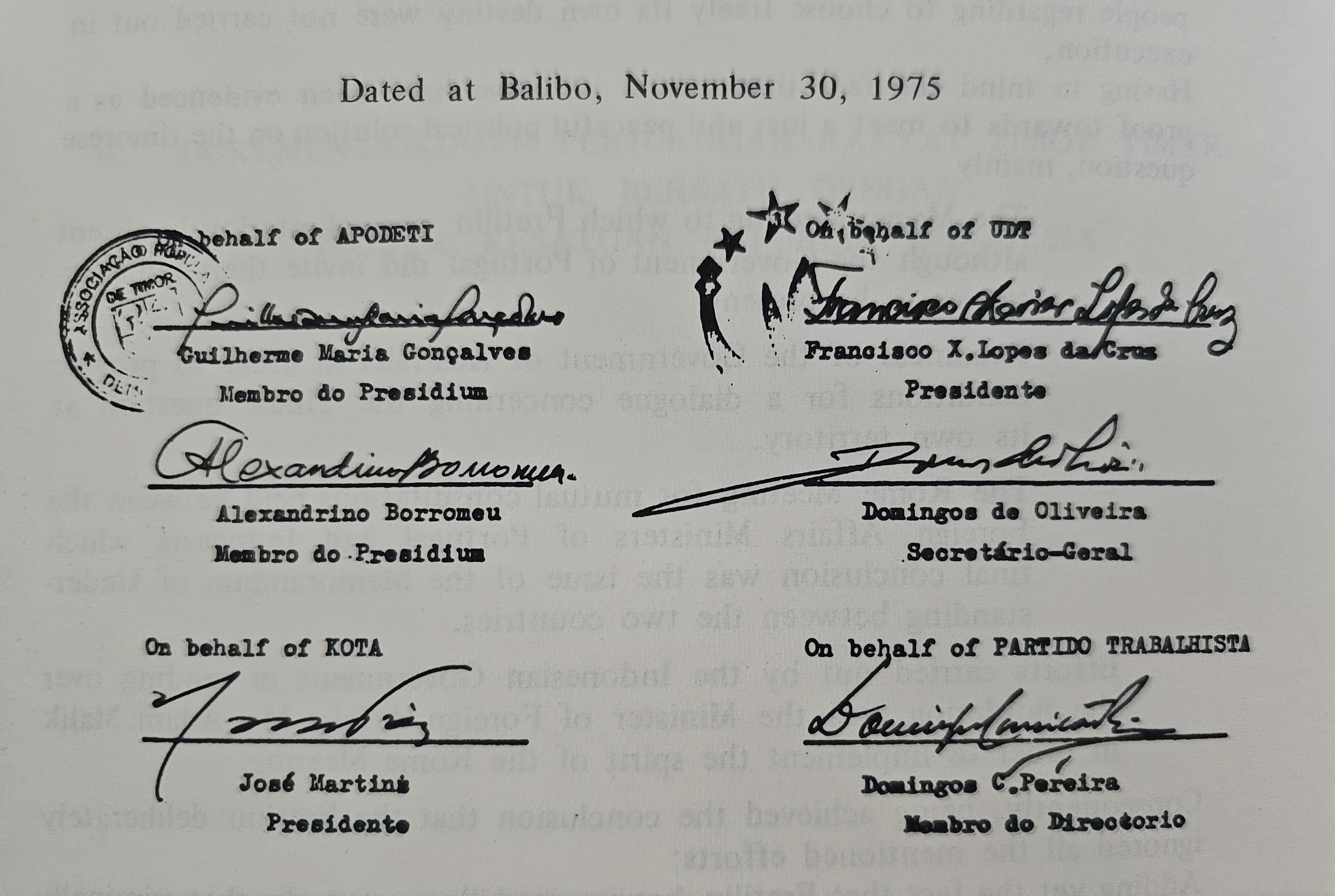
Unterschriften und Stempel der APODETI und UDT auf der Balibo-Deklaration

Indonesien reagierte auf die Unabhängigkeitserklärung mit der Meldung, Vertreter der UDT, APODETI, KOTA und der Partido Trabalhista (PT) hätten am 30. November im Grenzort Balibo eine Erklärung unterschrieben, in der sie Indonesien zum Eingriff in Osttimor aufriefen.
Die Unterzeichner behaupteten, dass die einseitige Unabhängigkeitserklärung der FRETILIN, die von Portugal nicht anerkannt wurde, nicht dem Willen der osttimoresischen Bevölkerung entspräche, als deren Vertreter sie sich bezeichneten. Daher lehnten sie die Unabhängigkeitserklärung als Verstoß gegen die „Prinzipien der Entkolonisierung“ ab. Die FRETILIN würde sich einer friedlichen Lösung und Verhandlungen verweigern, was nun die anderen Parteien zum Handeln zwingen würde. Nach 400 Jahren gewaltsamer Trennung der Verbindungen der Osttimoresen mit dem Volk Indonesiens durch „Blut, Identität, Ethnie und moralischer Kultur“ durch die Kolonialmacht Portugal, sei es nun Zeit, die starken Bindungen wiederherzustellen. „Im Namen des allmächtigen Gottes“ erklärten die Unterzeichner die Unabhängigkeit Portugiesisch-Timors von Portugal und die Integration des Landes in Indonesien, was den wahren Wünschen der Bevölkerung entspräche. Zum Schluss forderten die Unterzeichner die indonesische Regierung auf, sofort Maßnahmen zu ergreifen, um das Leben des „Volkes, das sich nun als Indonesier ansieht“ zu schützen. Sie würden noch immer unter dem „Terror und faschistischen Methoden der FRETILIN-Bande“ leiden, die von der portugiesischen Regierung bewaffnet und unterstützt werde.
Die Erklärung wurde unterzeichnet von Francisco Lopes da Cruz und Domingos de Oliveira von der UDT, Guilherme Gonçalves und Alexandrino Borromeo von der APODETI, José Martins von der KOTA und Domingos da Conceição Pereira von der PT.
Die Deklaration war eine Ausarbeitung von Louis Taolin (Agent des indonesischen Militärgeheimdienstes Bakin) und Aloysius Sugiyanto (Oberst der Spezialeinheit Opsus) und wurde nicht in Balibo, sondern auf der westlich gelegenen indonesischen Insel Bali unterzeichnet. Die osttimoresischen Unterzeichner erklärten später, dass sie seit ihrer Flucht nach Westtimor praktisch Gefangene des indonesischen Militärs waren und die Unterzeichnung unter Druck stattfand.
Der FRETILIN-Führer Xanana Gusmão nannte das Papier später die „Balibohong Declaration“, ein Wortspiel mit dem indonesischen Wort für „Lüge“.

## Folgen
Am 7. Dezember begann Indonesien mit der offenen Invasion Osttimors. Truppen landeten in der Landeshauptstadt Dili. Die FRETILIN-Regierung musste sich in die Berge zurückziehen und begann mit ihrem militärischen Arm, der FALINTIL einen Guerillakrieg gegen die Besatzer. Am 16. Dezember befasste sich der Sicherheitsrat der Vereinten Nationen mit der Lage in Osttimor. Indonesien führte Guilherme Gonçalves, José Martins und Mario Carrascalão vor, die als Unterstützer des Einmarsches auftraten. Bei einer Rundreise durch Europa im April 1976 floh Martins aber und widerrief in einen Brief an den Generalsekretär der Vereinten Nationen Kurt Waldheim seine Aussagen. Er erklärte die Balibo-Deklaration unter Druck unterzeichnet zu haben und dass die von Indonesien verbreitete Zahl der Bürgerkriegsflüchtlinge viel zu hoch gewesen sei.
Am 17. Juli erklärte Indonesien die Annexion Osttimors als 27. Provinz, was aber international nicht anerkannt wurde. Erst 1999 konnten die Osttimoresen in einem Referendum über den Status ihres Landes entscheiden. Die deutliche Mehrheit wählte die Unabhängigkeit, in die das Land nach einer letzten Gewaltwelle und drei Jahren UN-Verwaltung am 20. Mai 2002 verabschiedet wurde. Die indonesische Invasion und Besetzung kostete nach Schätzung der Empfangs-, Wahrheits- und Versöhnungskommission von Osttimor (CAVR) mindestens 183.000 Menschen das Leben.